# Cenocoelius fahringeri
Cenocoelius fahringeri är en stekelart som beskrevs av Lacatusu 1961. Cenocoelius fahringeri ingår i släktet Cenocoelius och familjen bracksteklar. Inga underarter finns listade.